# Hobart Baumann Amstutz
Hobart Baumann Amstutz (* 18. September 1896 in Henrietta, Ohio; † 26. Februar 1980 in Claremont, Kalifornien) war ein methodistischer Theologe und Bischof.

## Leben und Wirken

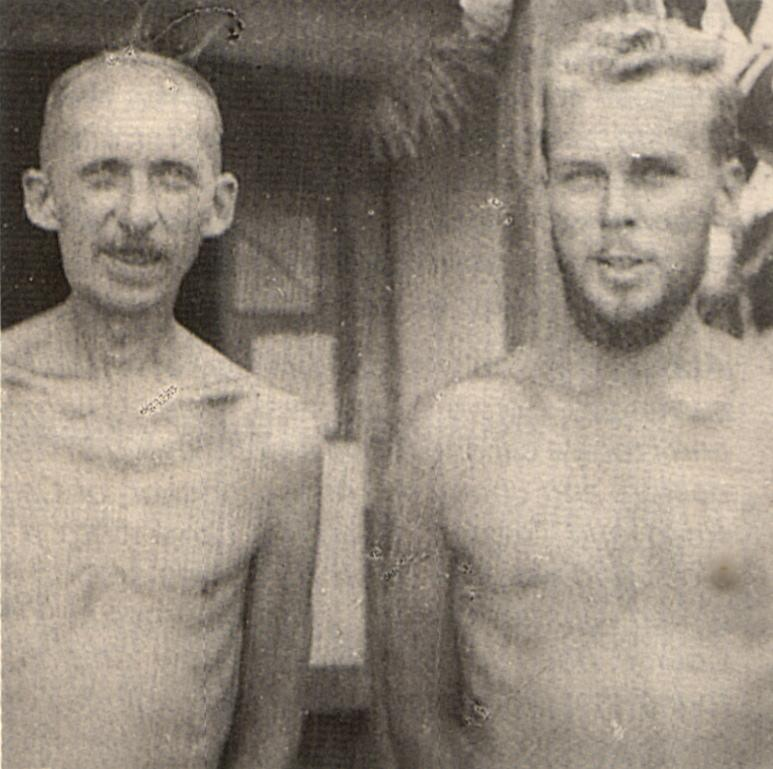
Amstutz und Rev. Tyler Thompson, interniert im Kriegsgefangenenlager „Sime Road Camp“ in Singapur.

Hobart B. Amstutz hatte zwei Brüder; Clarence John „Stutz“ und Melvin. Er besuchte die Highschool in Oberlin bis 1915 und anschließend zwei Jahre das Baldwin–Wallace College, bis er zur US-Army eingezogen wurde, um am Ersten Weltkrieg teilzunehmen. Nach dem Krieg setzte er seine Ausbildung fort und erhielt 1921 den Abschluss Bachelor of Arts von der Northwestern University. 1923 folgte der Abschluss Bachelor of Divinity am Garrett Biblical Institute in Evanston sowie M.A. an der Northwestern University. 1938 verlieh ihm das Baldwin-Wallace College die Ehrendoktorwürde der Theologie (D.D. / Divinitatis Doctor).
Hobart B. Amstutz war als Missionar der Methodistenkirche ab 1926 in Südostasien. 1942 kam er in ein Kriegsgefangenenlager des Japanischen Kaiserreiches und blieb dreieinhalb Jahre interniert. Von 1956 bis 1964 war er gewählter Bischof der Methodistenkirche für Südostasien (Singapur, Malaysia, Indonesien und Burma). Er war Gründungspräsident des Trinity College in Singapur. Kurz nach seinem Eintritt in den Ruhestand wurde er nochmals berufen, um von 1964 bis 1968 Bischof der Methodistenkirche für Pakistan zu sein. Besondere Verdienste erwarb er dort im Rahmen der Vereinigung verschiedener Kirchen zur Church of Pakistan.